# Leptopelis xenodactylus
Leptopelis xenodactylus é uma espécie de anfíbio anuro da família Arthroleptidae. É considerada em perigo pela Lista Vermelha da UICN. Está presente em África do Sul.